# Carlos Guevara
Pour les articles homonymes, voir Guevara.
Carlos Guevara (né le 3 avril 1930) est un joueur de football mexicain, qui jouait au milieu de terrain.

## Biographie
Il a joué durant sa carrière de club dans l'équipe mexicaine du Club de Fútbol Asturias.
Il fut également international avec l'équipe du Mexique de football et fut connu pour avoir participé à la coupe du monde 1950 au Brésil.